# Paulinho Bóia
Paulo Henrique Pereira da Silva (ur. 26 czerwca 1998 w Gamie) – brazylijski piłkarz, grający na pozycji prawego napastnika. W sezonie 2021/2022 zawodnik São Paulo FC, z którego jest wypożyczony do Esporte Clube Juventude.

## Kariera klubowa
Jest wychowankiem São Paulo FC, do pierwszej drużyny dołączył 1 stycznia 2018 roku. Zadebiutował w niej 3 czerwca 2018 roku w meczu Campeonato Brasileiro Série A przeciwko Sociedade Esportiva Palmeiras, przegranym 3:1. Paulinho Bóia wszedł na boisko w 79. minucie.
31 sierpnia 2018 roku przeniósł się do portugalskiego Portimonense SC. Zadebiutował tam 20 października 2018 roku w meczu pucharu Portugalii przeciwko CD Cova Piedade, przegranym 2:1. Paulinho Bóia wszedł na boisko w 46. minucie. W Portugalii zagrał łącznie 5 meczów w krajowej ekstraklasie.
30 czerwca 2019 roku powrócił z wypożyczenia, ale 12 dni później został ponownie wypożyczony, tym razem do Esporte Clube São Bento. Zadebiutował tam 17 lipca 2019 roku w meczu drugiej ligi brazylijskiej przeciwko Coritiba FC, przegranym 2:1. Pierwszą bramkę strzelił 31 lipca w meczu przeciwko Criciúma Esporte Clube, wygranym 1:0. Gola na wagę zwycięstwa Paulinho Bóia strzelił w 28. minucie. Pierwszą asystę zaliczył 21 listopada w meczu przeciwko Londrina Esporte Clube, wygranym 4:1. Asystował przy golu w 31. minucie. Łącznie dla Esporte Clube São Bento rozegrał 24 ligowe spotkania, strzelił 3 gole i zanotował asystę.
30 listopada 2019 roku powrócił z wypożyczenia. Pierwszą bramkę dla São Paulo strzelił 26 lipca 2020 roku w meczu przeciwko Guarani Futebol Clube, wygranym 1:3. Do siatki trafił w 68. minucie, mimo że 3 minuty wcześniej pojawił się na boisku. Pierwszą asystę zaliczył 23 września 2020 roku w meczu Copa Libertadores przeciwko LDU Quito, przegranym 4:2. Asystował przy golu w 60. minucie. Łącznie do 29 czerwca 2020 roku rozegrał w São Paulo 17 meczów i strzelił gola.
15 czerwca 2021 roku został wypożyczony do Esporte Clube Juventude. Zadebiutował tam 2 dni później w meczu przeciwko Sociedade Esportiva Palmeiras, przegranym 0:3. Paulinho Bóia wszedł na boisko w 70. minucie. Łącznie do 29 czerwca 2021 roku rozegrał 4 mecze.